# Desa Gunungbunder Satu
Desa Gunungbunder Satu är en administrativ by i Indonesien.   Den ligger i provinsen Jawa Barat, i den västra delen av landet, 50 km söder om huvudstaden Jakarta.